# Csereki járás

A Csereki járás a Kabard- és Balkárföldön

A Csereki járás (oroszul Черекский район, kabard nyelven Шэрэдж къедзыгъуэ, balkár nyelven Черек район) Oroszország egyik járása a Kabard- és Balkárföldön. Székhelye Kashatau.

## Népesség
- 1989-ben 22 079 lakosa volt.
- 2002-ben 25 927 lakosa volt, melyből 15 980 balkár (61,6%), 9 178 kabard (35,4%), 428 orosz (1,7%), 26 oszét, 23 ukrán, 4 török, 1 német.
- 2010-ben 26 956 lakosa volt, melyből 17 251 balkár (64%), 9 300 kabard (34,5%), 137 orosz (0,5%).

Ausiger és Zsemtala kabard falvak, másutt főleg balkárok élnek.